# 남해 금오산성
남해 금오산성(南海 金鰲山城)은 대한민국 경상남도 남해군 창선면 당항리 소재 금오산(해발 261m)의 정상을 둘러싸고 있는 테뫼식의 석축성이다. 2003년 6월 12일 경상남도의 기념물 제249호로 지정되었다.

## 개요
이 산성은 남해군 창선면 당항리 소재 금오산(해발 261m)의 정상을 둘러싸고 있는 테뫼식의 석축성이다.
산성으로 오르기까지의 경사가 매우 급해 접근이 용이하지 않으며, 성에서는 창선의 동쪽 해안과 삼천포 일대가 훤히 내려다보인다.
체성은 비교적 얄팍한 할석을 무질서하게 쌓아 축조한 것으로, 여장도 부분적으로 남아 있다. 성벽에서는 치가 확인되는 곳이 있으며, 2개의 문지가 있는 것으로 판단된다. 이 가운데 서문지는 폭 4m 가량으로, 비교적 뚜렷하게 확인되나 남문지는 조금 애매하다. 골짜기에 해당되는 남문지 내부에는 우물 혹은 연못으로 추정되는 시설이 있으며, 배수로를 따라 성 밖으로 물이 배출되고 있다. 그 외에 성의 내부에서 건물지 등은 확인이 곤란하다. 다만, 진주 전송대산성에서도 확인된 바 있는 초소와 같은 시설이 성벽의 안쪽에 축조되어 있어 주목된다.
삼천포 각산산성의 축조수법과 매우 유사한 것으로 보이며, 그 축조시기를 고려 말까지 올려볼 수도 있을 것으로 판단된다.

## 지정 사유
산정식 산성이면서 산성 남쪽으로는 낮은 계곡을 포함하고 있는 말안장식 형태이다. 성내에는 연못지와 건물지로 추정되는 곳이 있으며 서문지도 확인되는 둘레 2KM 정도의 석성이다. 축조수법은 사천의 각산산성 등 고려말의 축조수법과 유사하며 이 지역 방어선의 중요한 역할을 담당하였던 것으로 보이므로 도기념물로 지정·보존하는 것이 타당하다고 사료된다.

## 참고 자료
- 남해 금오산성 - 국가유산청 국가유산포털